# 大洗循環バス

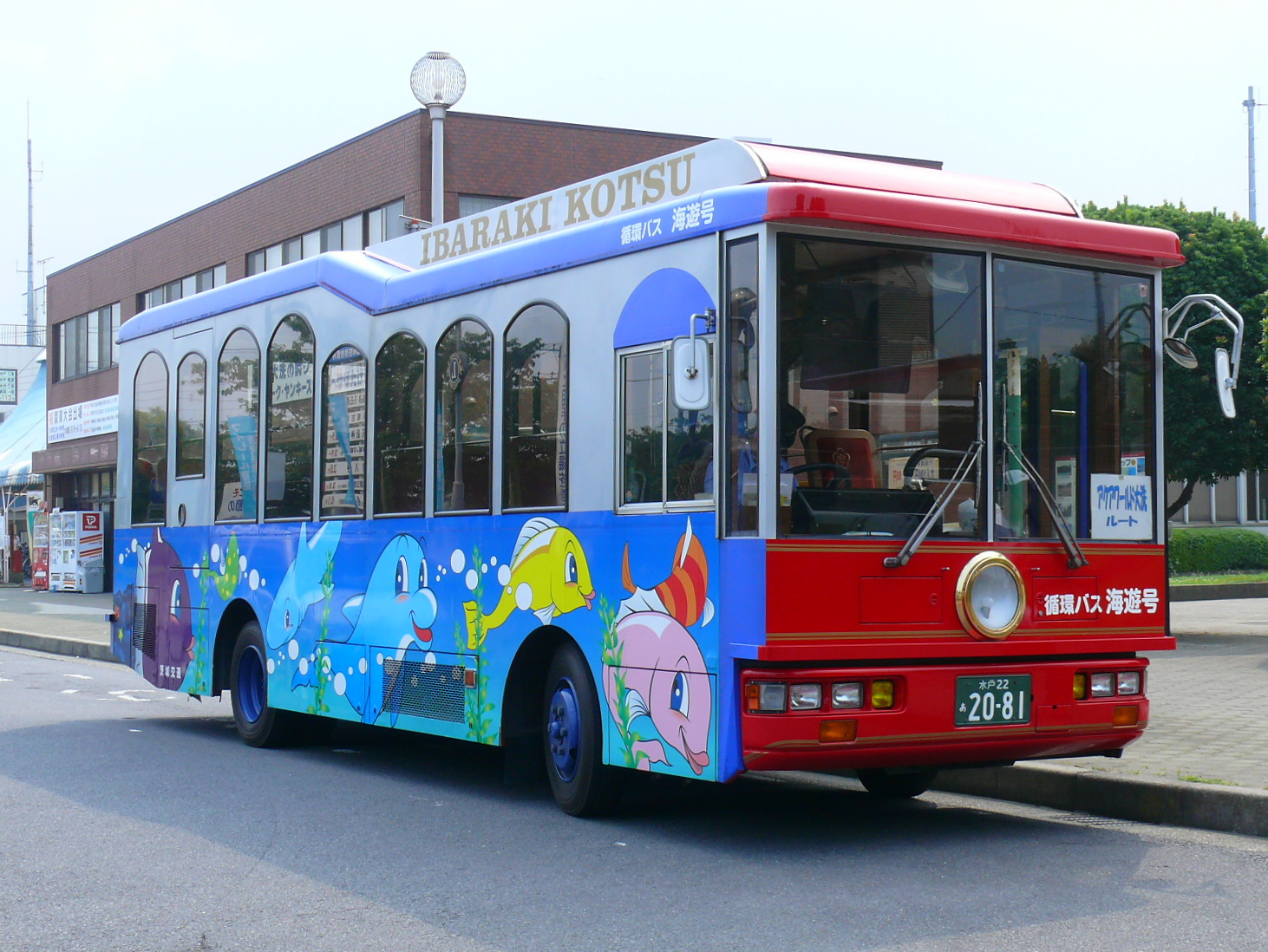
大洗循環バスの車両
町内循環バス「海遊号」初代車両（2007年8月）

大洗循環バス（おおあらいじゅんかんバス）は、茨城県東茨城郡大洗町が運行するコミュニティバスである。町内循環バス「海遊号」、じんぐりバス「なっちゃん号」がある。茨城交通（那珂湊営業所）に運行を委託している。

## 運賃・乗車券類
- 運賃は均一運賃制。大人100円、小人50円。
- 「海遊号」専用の一日乗車券も発売している。

## 現行路線

### 町内循環バス「海遊号」

#### アクアワールド大洗ルート
- 大洗駅 - 幕末と明治の博物館入口 - アクアワールド大洗 - 大洗磯前神社前 - 明神町 / 魚市場前 - 曲松 - 大洗駅

日曜日は魚市場前経由、それ以外は明神町経由。

#### 大洗サンビーチルート
- 大洗駅 → （大洗フェリーターミナル） → 大洗マリンタワー → サンビーチ海岸 → 前原 → 大洗駅

### じんぐりバス「なっちゃん号」
- 大洗駅 - 神山十文字 - 松川漁港入口 - 涸沼駅 - 夏海十文字 - 矢場 - （原子力機構前） - 矢場 - 夏海十文字 - 前原 - ゆっくら健康館前 - 大洗駅

土休日運休

## 車両
「海遊号」は中型車（日産ディーゼル・RM）、「なっちゃん号」は小型車（日野・リエッセ）を使用する。
「海遊号」の初代車両は専用デザインのファンタスティックバスを使用していたが、その後の車両代替で「海遊号」「なっちゃん号」とも首都圏の事業者（京王電鉄バス）からの移籍車に専用ラッピングを施したものとなっている。